# Torneo de Candidatos 2018
El Torneo de Candidatos 2018 fue un torneo de ajedrez que se celebró en Berlín, Alemania, entre el 10 y el 28 de marzo de 2018. Para determinar al retador del entonces campeón mundial Magnus Carlsen. Dicho torneo sería ganado por el italiano, nacionalizado estadounidense, Fabiano Caruana.
El socio comercial de FIDE, Agon, fue el organizador oficial.

## Organización
El torneo enfrentó a 8 de los mejores grandes maestros FIDE en la modalidad round-robin, lo que significa que hubo 14 rondas. Cada jugador se enfrentaba a los demás jugadores dos veces: una con piezas negras y otra con las blancas. El ganador del torneo conquistó el derecho de desafiar a Magnus Carlsen en el Campeonato Mundial de Ajedrez 2018.

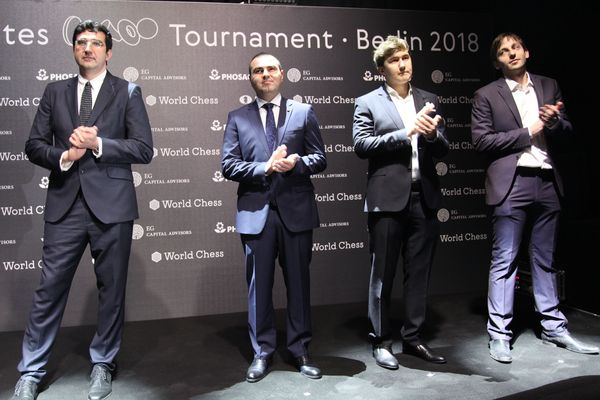
Kramnik, Mamedyarov, Karjakin y Grischuk durante la ceremonia de apertura.

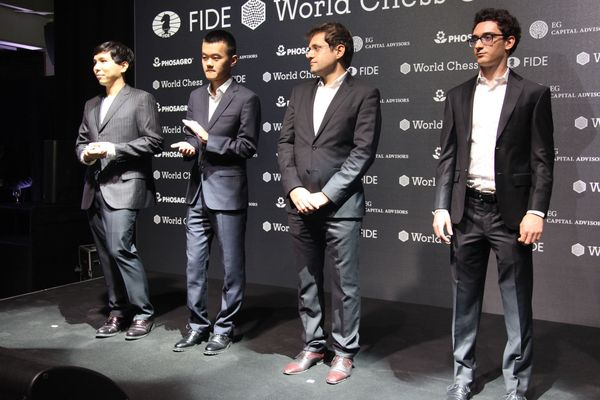
So, Ding, Aronian y Caruana durante la ceremonia de apertura.

### Premios
El fondo de premios total a distribuir previsto por la FIDE fue de € 420,000 (US $ 516,000):
- €95,000 al vencedor
- €88,000 al segundo
- €75,000 al tercero
- €55,000 al cuarto
- €40,000 al quinto
- €28,000 al sexto
- €22,000 al séptimo
- €17,000 al octavo

El dinero del premio se dividió equitativamente entre jugadores con el mismo puntaje.

### Control de tiempo
El control de tiempo fue de 100 minutos para los primeros 40 movimientos, 50 minutos para los siguientes 20 movimientos y luego 15 minutos para el resto del juego; más un incremento de 30 segundos por jugada a partir del movimiento 1.
En caso de empate, el reglamento preveía el uso de los siguientes criterios  de desempates, siguiendo este orden:
- Resultados en los juegos entre los jugadores empatados;
- El mayor número de victorias;
- Puntaje Sonneborn-Berger;
- Dos juegos de desempate entre cada jugador empatado, en un límite de tiempo de 25 minutos, más un incremento de 10 segundos por jugada;
- Dos juegos de desempate entre cada jugador empatado, en un límite de tiempo de 5 minutos, más un incremento de 3 segundos por jugada;
- Partida Armagedón[nota 1], en un límite de tiempo de 5 minutos para el blanco, y 4 minutos para el negro, más 3 segundos por jugada después del movimiento 60; con blanco teniendo que ganar y negro teniendo que hacer tablas o ganar. Si hay más de dos jugadores empatados, deberían jugar un torneo eliminatorio.

### Controversias
Varios jugadores criticaron la organización del torneo. En particular, hubo quejas sobre el ruido en el lugar de juego, distancia excesiva a instalaciones sanitarias, alojamiento en hoteles e incluso pantallas de televisión con comentarios sobre el torneo que fueron visibles para los jugadores durante los juegos. Sergey Karjakin resumió las quejas después de la primera ronda: "En realidad, no me gusta casi nada en la organización del torneo. No me gusta el hotel, no me gusta el lugar y también fue un poco ruidoso durante el juego. No quiero decir que perdí por todas estas cosas, pero básicamente no me gusta nada ".
La FIDE anunció una "Política de transmisión de Live Moves" que propuso aplicar al torneo. Esto fue ampliamente visto como un ataque a terceros emisores del evento, como Chess24 y Chessbrah. La política también fue vista como una continuación de la lucha legal de la FIDE con Chess24 y otros sitios de Internet.

## Participantes
Hubo cinco vías de clasificación diferentes para el Torneo de Candidatos. En orden de prioridad, estos fueron:

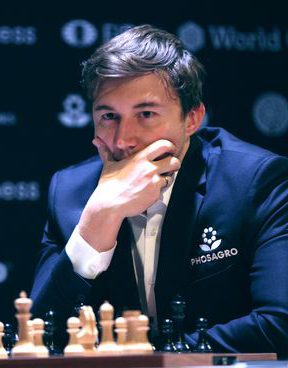
Sergey Karjakin

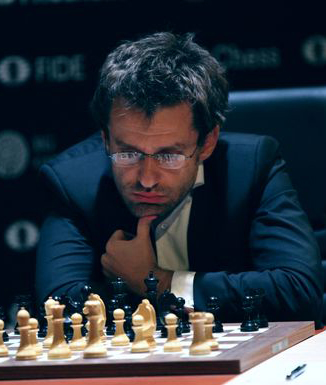
Levon Aronian

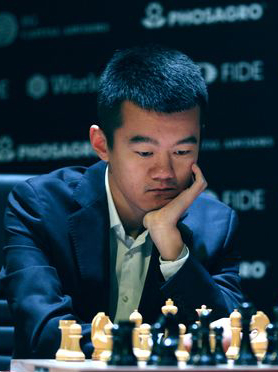
Ding Liren

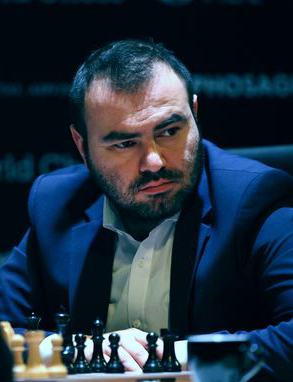
Shakhriyar Mamedyarov

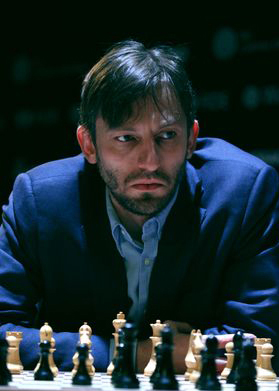
Alexander Grischuk

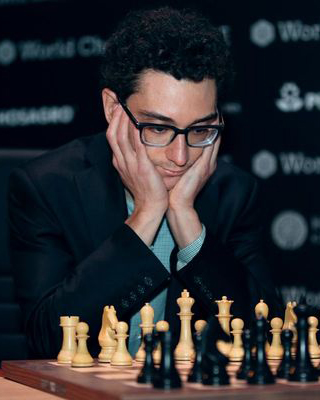
Fabiano Caruana

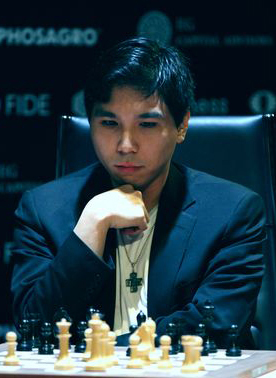
Wesley So

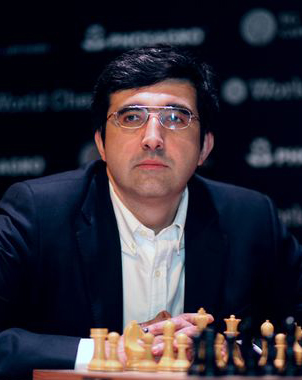
Vladimir Kramnik

- subcampeón del Campeonato Mundial de Ajedrez 2016,
- los dos primeros clasificados en la Copa del Mundo de Ajedrez 2017,
- los dos primeros clasificados en el Gran Premio FIDE 2017,
- los siguientes dos jugadores mejor clasificados (clasificación FIDE promedio) en las 12 listas mensuales de enero a diciembre de 2017, con al menos 30 juegos jugados) que jugó en la Chess World Cup 2017 o FIDE Grand Prix 2017,
- y un jugador nominado por los organizadores (Agon).[2]

| Criterios Clasificatorios | Jugador               | Edad | Rating (Mar. 2018) | Ranking mundial (Mar. 2018) |
| --- | --------------------- | ---- | ------------------ | --------------------------- |
| Disputó la final del Campeonato Mundial de Ajedrez 2016 match                                                                           | Sergey Karjakin       | 28   | 2763               | 13                          |
| Estar entre los dos finalistas de la Copa de Ajdrez de 2017 FIDE.                                                                       | Levon Aronian         | 35   | 2794               | 5                           |
| Estar entre los dos finalistas de la Copa de Ajdrez de 2017 FIDE.                                                                       | Ding Liren            | 25   | 2769               | 11                          |
| Ser uno de los finalistas de la Copa de Ajedrez de 2017 FIDE.                                                                           | Shakhriyar Mamedyarov | 32   | 2809               | 2                           |
| Ser uno de los finalistas de la Copa de Ajedrez de 2017 FIDE.                                                                           | Alexander Grischuk    | 34   | 2767               | 12                          |
| Tener un de los dos ratings más altos de la Copa de Ajedrez de 2017 FIDE.                                                               | Fabiano Caruana       | 25   | 2784               | 8                           |
| Tener un de los dos ratings más altos de la Copa de Ajedrez de 2017 FIDE.                                                               | Wesley So             | 24   | 2799               | 4                           |
| Wild card dado por Agon, para un jugador con rating da FIDE de al menos 2725 puntos en una de las listas publicadas durante el año 2017 | Vladimir Kramnik      | 42   | 2800               | 3                           |

### Calendario
FIDE anunció los emparejamientos un mes antes del evento.
Hubo un sistema de desviación de país, por lo que los jugadores del mismo país se cruzan lo antes posible. Grischuk, Karjakin y Kramnik (todos de Rusia) jugaron entre sí en las rondas 1, 2 y 3, así como con los colores invertidos en las rondas 8, 9 y 10. De manera similar, So y Caruana (ambas de los Estados Unidos) jugaron entre sí en rondas 1 y 8.
Los juegos comenzaron a las 15:00 hora local (14:00 UTC antes del 25 de marzo, 13:00 UTC después del 25 de marzo), todos los días del 10 al 27 de marzo, excepto los días de descanso del 13 de marzo, 17. 21 y 25 (después de las rondas 3, 6, 9 y 12, respectivamente). De ser necesario, los juegos de desempate se jugarían el 28 de marzo. La ceremonia de apertura fue el 9 de marzo y la ceremonia de clausura el 28 de marzo.

### Rondas
El primer jugador nombrado es blanco. 1-0 indica una victoria blanca, 0-1 indica una victoria negra, y ½-½ indica un empate. Los números entre paréntesis muestran los puntajes de los jugadores antes de la ronda.
| Ronda 1, 10 Marzo 2018    |                            |     |
| Vladimir Kramnik          | Alexander Grischuk         | 1-0 |
| Sergey Karjakin           | Shakhriyar Mamedyarov      | 0-1 |
| Levon Aronian             | Ding Liren                 | ½-½ |
| Fabiano Caruana           | Wesley So                  | 1-0 |
| Ronda 2, 11 Marzo 2018    |                            |     |
| Alexander Grischuk (0)    | Wesley So (0)              | 1-0 |
| Ding Liren (½)            | Fabiano Caruana (1)        | ½-½ |
| Shakhriyar Mamedyarov (1) | Levon Aronian (½)          | ½-½ |
| Vladimir Kramnik (1)      | Sergey Karjakin (0)        | ½-½ |
| Ronda 3, 12 Marzo 2018    |                            |     |
| Sergey Karjakin (½)       | Alexander Grischuk (1)     | ½-½ |
| Levon Aronian (1)         | Vladimir Kramnik (1½)      | 0-1 |
| Fabiano Caruana (1½)      | Shakhriyar Mamedyarov (1½) | ½-½ |
| Wesley So (0)             | Ding Liren (1)             | ½-½ |
| Ronda 4, 14 Marzo 2018    |                            |     |
| Alexander Grischuk (1½)   | Ding Liren (1½)            | ½-½ |
| Shakhriyar Mamedyarov (2) | Wesley So (½)              | ½-½ |
| Vladimir Kramnik (2½)     | Fabiano Caruana (2)        | 0-1 |
| Sergey Karjakin (1)       | Levon Aronian (1)          | 0-1 |
| Ronda 5, 15 Marzo 2018    |                            |     |
| Levon Aronian (2)         | Alexander Grischuk (2)     | ½-½ |
| Fabiano Caruana (3)       | Sergey Karjakin (1)        | ½-½ |
| Wesley So (1)             | Vladimir Kramnik (2½)      | ½-½ |
| Ding Liren (2)            | Shakhriyar Mamedyarov (2½) | ½-½ |
| Ronda 6, 16 Marzo 2018    |                            |     |
| Fabiano Caruana (3½)      | Alexander Grischuk (2½)    | ½-½ |
| Wesley So (1½)            | Levon Aronian (2½)         | 1-0 |
| Ding Liren (2½)           | Sergey Karjakin (1½)       | ½-½ |
| Shakhriyar Mamedyarov (3) | Vladimir Kramnik (3)       | 1-0 |
| Ronda 7, 18 Marzo 2018    |                            |     |
| Alexander Grischuk (3)    | Shakhriyar Mamedyarov (4)  | ½-½ |
| Vladimir Kramnik (3)      | Ding Liren (3)             | ½-½ |
| Sergey Karjakin (2)       | Wesley So (2½)             | 1-0 |
| Levon Aronian (2½)        | Fabiano Caruana (4)        | 0-1 |

| Ronda 8, 19 Marzo 2018     |                            |     |
| Alexander Grischuk (3½)    | Vladimir Kramnik (3½)      | 1-0 |
| Shakhriyar Mamedyarov (4½) | Sergey Karjakin (3)        | ½-½ |
| Ding Liren (3½)            | Levon Aronian (2½)         | ½-½ |
| Wesley So (2½)             | Fabiano Caruana (5)        | ½-½ |
| Ronda 9, 20 Marzo 2018     |                            |     |
| Wesley So (3)              | Alexander Grischuk (4½)    | ½-½ |
| Fabiano Caruana (5½)       | Ding Liren (4)             | ½–½ |
| Levon Aronian (3)          | Shakhriyar Mamedyarov (5)  | ½-½ |
| Sergey Karjakin (3½)       | Vladimir Kramnik (3½)      | 1-0 |
| Ronda 10, 22 Marzo 2018    |                            |     |
| Alexander Grischuk (5)     | Sergey Karjakin (4½)       | ½-½ |
| Vladimir Kramnik (3½)      | Levon Aronian (3½)         | 1-0 |
| Shakhriyar Mamedyarov (5½) | Fabiano Caruana (6)        | ½-½ |
| Ding Liren (4½)            | Wesley So (3½)             | ½-½ |
| Ronda 11, 23 Marzo 2018    |                            |     |
| Ding Liren (5)             | Alexander Grischuk (5½)    | ½-½ |
| Wesley So (4)              | Shakhriyar Mamedyarov (6)  | ½–½ |
| Fabiano Caruana (6½)       | Vladimir Kramnik (4½)      | ½-½ |
| Levon Aronian (3½)         | Sergey Karjakin (5)        | 0-1 |
| Ronda 12, 24 Marzo 2018    |                            |     |
| Alexander Grischuk (6)     | Levon Aronian (3½)         | ½-½ |
| Sergey Karjakin (6)        | Fabiano Caruana (7)        | 1-0 |
| Vladimir Kramnik (5)       | Wesley So (4½)             | ½-½ |
| Shakhriyar Mamedyarov (6½) | Ding Liren (5½)            | 0-1 |
| Ronda 13, 26 Marzo 2018    |                            |     |
| Shakhriyar Mamedyarov (6½) | Alexander Grischuk (6½)    | 1-0 |
| Ding Liren (6½)            | Vladimir Kramnik (5½)      | ½-½ |
| Wesley So (5)              | Sergey Karjakin (7)        | ½-½ |
| Fabiano Caruana (7)        | Levon Aronian (4)          | 1-0 |
| Ronda 14, 27 Marzo 2018    |                            |     |
| Alexander Grischuk (6½)    | Fabiano Caruana (8)        | 0-1 |
| Levon Aronian (4)          | Wesley So (5½)             | ½-½ |
| Sergey Karjakin (7½)       | Ding Liren (7)             | ½-½ |
| Vladimir Kramnik (6)       | Shakhriyar Mamedyarov (7½) | ½-½ |

## Posiciones
| Pos | Jugador               | Pts. | P.J. | P.G. | P.E | P.P | Clasificación |
| --- | --------------------- | ---- | ---- | ---- | --- | --- | ------------- |
| 1   | Fabiano Caruana       | 9    | 14   | 5    | 8   | 1   | Desafiante    |
| 2   | Shakhriyar Mamedyarov | 8    | 14   | 3    | 10  | 1   |               |
| 3   | Sergey Karjakin       | 8    | 14   | 4    | 8   | 2   |               |
| 4   | Ding Liren            | 7.5  | 14   | 1    | 13  | 0   |               |
| 5   | Vladimir Kramnik      | 6.5  | 14   | 3    | 7   | 4   |               |
| 6   | Alexander Grischuk    | 6.5  | 14   | 2    | 9   | 3   |               |
| 7   | Wesley So             | 6    | 14   | 1    | 10  | 3   |               |
| 8   | Levon Aronian         | 4.5  | 14   | 1    | 7   | 6   |               |

### Resumen
En una larga entrevista el día siguiente al cierre del torneo, Caruana habló sobre su entrenamiento previo, en el que participó su antiguo colaborador Rustam Kasimdzhanov y otros grandes maestros como Cristian Chirila, Leinier Domínguez y Alejandro Ramírez. Caruana revisó su progreso durante el torneo y fue crítico con su tendencia a sentarse con un juego excesivamente defensivo. Él creía que esa actitud defensiva contribuyó a su derrota en la duodécima ronda ante Karjakin, que lanzó el torneo abierto para sus competidores. Sin embargo, Caruana sintió que su habilidad para olvidar las derrotas relativamente rápido era importante en sus victorias cruciales contra Aronian y Grischuk en las dos últimas rondas. También calculó que sus posibilidades frente a Carlsen en el partido por el campeonato mundial eran "alrededor de 50-50".
En un evento benéfico varios días después del torneo, Kramnik y Karjakin también discutieron sobre los candidatos. Kramnik dijo que su jugada "muy agresiva y muy intransigente" podría no haber sido la mejor opción práctica, pero al menos mostró espíritu de lucha. Karjakin lamentó su "terrible comienzo", pero pensó que la eventual victoria de Caruana fue un resultado "bastante justo". Ambos jugadores acordaron que Caruana tiene sus posibilidades en el partido por el campeonato mundial, aunque Carlsen sigue siendo el favorito.